# ニムロド遠征

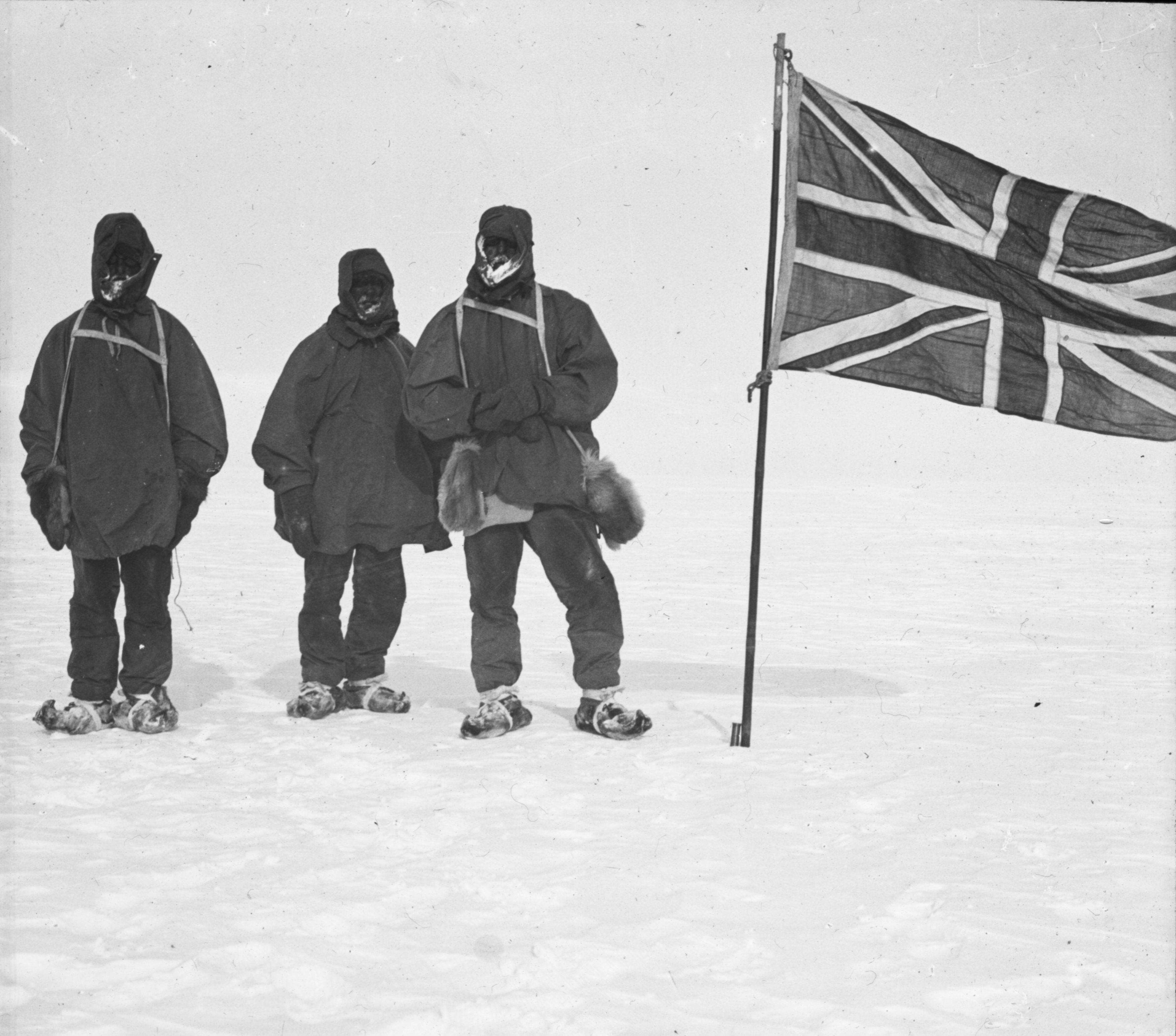
最南端到達点でユニオンジャックを立てた（左から）ジェイムソン・アダムズ、フランク・ワイルド、エリク・マーシャル、南緯88度23分、1909年1月9日、隊長のアーネスト・シャクルトンが撮影

ニムロド遠征（英: Nimrod Expedition、正式にはBritish Antarctic Expedition 1907–09）は、20世紀初めにイギリスのアーネスト・シャクルトンが率いた南極探検3回のうち最初のものである。その目的は幅広い地理や科学の探索もあったが、主目標は人類初の南極点への到達だった。この目標には届かなかったが、当時としては最南端となる南緯88度23分にまで達し、南極点まであと97.5海里 (180.6 km; 112.2 マイル) だった。当時北極を含めても高緯度の記録となった。ウェールズ系オーストラリア人地質学教授エッジワース・デイビッドが率いた別の隊が南磁極と想定される地点に到達し、また南極では2番目に高い火山であるエレバス山への初登頂にも成功した。
この遠征隊は政府や機関からの支援が無く、個人的な借金と寄付に頼っていた。財政的な問題に悩まされ、準備は急がされた。傭船のニムロドは、1901年から1904年にロバート・ファルコン・スコットが指揮した遠征に使われたディスカバリーと比べると、大きさは半分以下であり、シャクルトンの隊員は相応の経験が無かった。マクマード・サウンド岸のスコットが使った作戦本部に近い場所に遠征隊の基地を置くとシャクルトンが判断したことは、スコットにそれをやらないと約束したことに違背しており、議論が持ち上がることになった。それでもこの遠征隊の当初の注目度は、6年前のスコット隊よりもかなり小さかったが、その功績は全国的な注目を呼び、シャクルトンを大衆の英雄にした。後のオーストラリア南極遠征隊指導者ダグラス・モーソンなどを含む科学者チームは、広範な地質学、動物学、気象学の調査を行った。満州産ポニー、モーター牽引、犬ぞりを使ったシャクルトンの輸送手段は、限られた成功ではあったが革新的なものであり、後のスコットによるテラノバ遠征で真似されることになった。
シャクルトンは帰還したときに、王立地理学会が当初抱いていた業績に関する懐疑を乗り越えており、国王エドワード7世からナイトの爵位を受けるなど多くの公的な栄誉を受けた。しかし遠征から財政的には得るものが少なく、その負債を返すために政府の助成金に頼った。この遠征から3年も経たない内にまずロアール・アムンセン、続いてスコットが南極点に到達し、最南端の記録は塗り替えられた。それでもアムンセンは勝利の瞬間に、「アーネスト・シャクルトン卿の名前は常に南極探検の年代記に炎の文字で書かれることになる」と述べていた。

## 発端

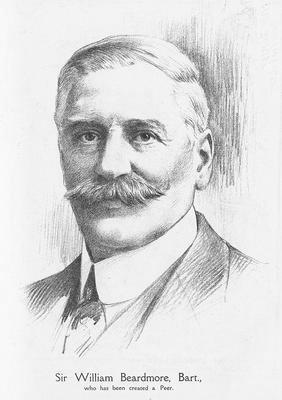
スコットランドの工業資本家ウィリアム・ベアドモア卿、後のインバーネアン男爵

スコットが指揮した最初の南極探検「ディスカバリー遠征」では、シャクルトンは次席航海士だった。本隊の南行きに加わり、壊血病を患って肉体的に衰弱した後、1903年に救援船モーニングで本国に送り返された。スコットの判断は「彼の現在の健康状態ではこれ以上の困難さを経験すべきではない」だった。シャクルトンは体が衰弱したことを個人的な不名誉と感じ、イングランドに戻ったとき、ディスカバリー遠征で副隊長だったアルバート・アーミテージの言葉を借りれば、「スコットよりも良い男に」なって見せると決断した。それでもディスカバリー遠征の2回目の救援船テラノバの艤装を手伝った後、その一等航海士として速やかに南極に戻るチャンスは辞退した。オットー・ノルデンショルドの遠征隊がウェッデル海で立ち往生したときに、その救援に備えていた船ウルグアイの装備も手伝った。その後の数年間でシャクルトンは南極での経歴を再開させる希望を間歇的に養いながら、他の選択肢も探しており、1906年には工業界の大物ウィリアム・ベアドモア卿のために、広報担当の役員として働いていた。
伝記作者のロランド・ハントフォードに拠れば、シャクルトンの誇りは、スコットが1905年に出版した『ディスカバリーの航海』という公式遠征記録に、自分の体の衰弱が触れられていたことで、さらに傷ついた。その後は南極に戻り、スコットの業績を越えることが自らに課した任務になった。シャクルトンは自分が行う遠征の後ろ盾になってくれそうな人を探し始めた。その最初の計画は1906年初期に出版されてはいない文書に明らかになった。それには遠征全体の予算17,000ポンド（インフレ換算で152万ポンド）が含まれていた。1907年初期に雇用主のベアドモアが7,000ポンド（同63万ドル）の債務保証を提供して最初の財政的裏付けを得た。シャクルトンはこれを手にして、1907年2月12日に王立地理学会に意図を伝えるだけの自信を得た。シャクルトンが急いでいた理由の1つは、ポーランドの探検家ヘンリク・アークトフスキーが遠征を計画しており、シャクルトンと同じ日に王立地理学会に告知したことを知ったからだった。結局、アークトフスキーの計画は初めから失敗だった。

## 準備

### 当初の計画
シャクルトンの当初計画は、マクマード・サウンドにあるディスカバリー遠征の本部跡を基地にしようと思い描いていた。そこから、地理上の南極点と南磁極へ到達する試みを開始するつもりであった。他の旅も付随し、科学的探査の計画も継続できるはずだった。この当初の計画では、犬、ポニーおよび特別に設計したモータービークルの組み合わせなどシャクルトンが考えた輸送手段も明らかにしていた。それ以前に南極でポニーもモーターも使われたことはなかったが、1894年から1897年のジャクソン・ハームズワース北極遠征では、フレデリック・ジャクソンがポニーを使っていた。ジャクソンはポニーの能力について混乱した報告をしており、またノルウェーの著名極地探検家フリチョフ・ナンセンからは具体的な忠告もあったが、シャクルトンはポニー15頭を連れて行くことにしており、後に10頭に減らした。1907年2月にシャクルトンが王立地理学会にその計画を報告した時までに、費用概算額をより現実的な3万ポンド（インフレ換算で269万ポンド）に変えていた。しかし、シャクルトンの提案に対する王立地理学会の反応は無かった。シャクルトンは、学会がこの時までに新しい遠征隊を率いて行くスコットの意思を知っており、学会はスコットに承認を与える機会を残しておこうと考えていたことを後に知った。

### ニムロド

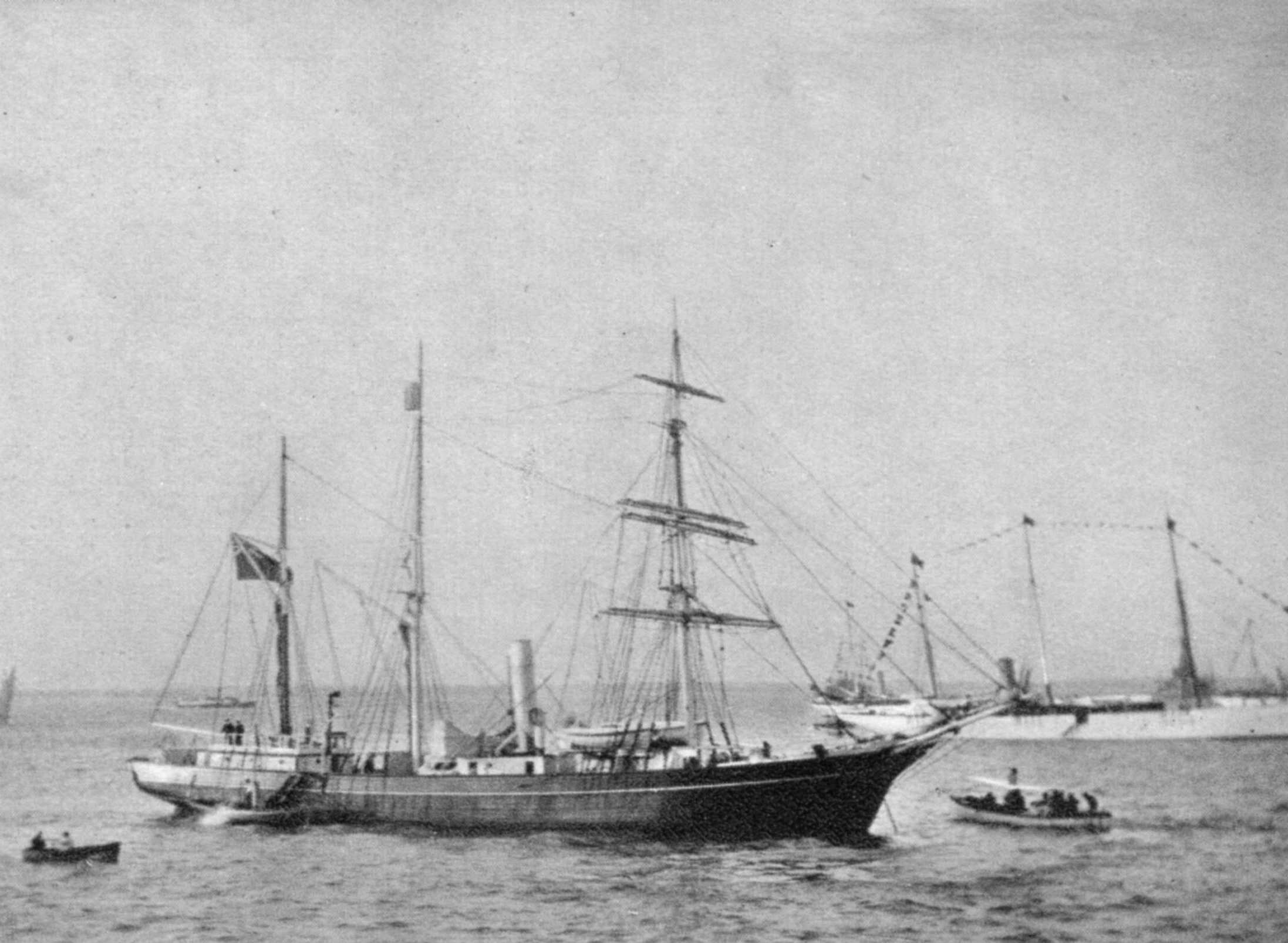
南極に出発するニムロド号

シャクルトンは1908年1月にダグラス・モーソンと共に南極に到着しているつもりであり、つまり1907年夏にはイングランドを出発している必要があった。そのために資金を集め、船を入手して艤装し、装備や物資を全て買い、人員を募集するために6か月があるだけだった。4月、スコットランドの実業家ドナルド・ステュアートの支援を得られるものと考え、ノルウェーに行って、遠征用船として理想的と考えられた700トンの極地探検船ビヨルンを買おうとした。しかし、ステュアートがその支援の手を引っ込めたので、ビヨルンはシャクルトンの手が及ばないものになった。最終的にビヨルンはドイツの探検家ヴィルヘルム・フィルヒナーが入手してドイチラントと改名し、1911年から1913年のウェッデル海航海に利用した。シャクルトンは老朽でかなり小さなニムロドで済ますしかなくなった。ニムロドは船齢40年、木製、登録総トン数334トンのアザラシ猟用船であり、シャクルトンはこの船を5,000ポンド（インフレ換算で448,000ポンド）で手に入れた。
1907年6月、ニューファンドランド島からロンドンにニムロドが到着した時に初めて見たシャクルトンは衝撃を受けた。「その船はくたびれていて、アザラシ油の臭いがし、検査するとコーキングが必要であり、またマストも変える必要があった。」しかし、手慣れた艤装屋の手に掛かって直ぐに「よりましな外観」になった。後にシャクルトンはこの小さなたくましい船を極めて誇らしく思えるようになったと報告していた。

### 資金集め
1907年7月初旬、シャクルトンはベアドモアの保証以上の資金を集められておらず、船の再艤装を完成させる金も無かった。7月半ば、慈善事業家でアングロ・アイリッシュのビール発酵者一族の長のアイビー伯爵エドワード・ギネスに掛け合い、2,000ポンド（インフレ換算で18万ポンド）の保証を得た。さらに6,000ポンドを寄付してくれる別の後援者を見つける手立てになった。シャクルトンはそれを確保し、フィリップ・ブロックルハースト卿からの2,000ポンドを含む追加資金を得た。ブロックルハーストはこれを払って遠征隊での地位を手に入れた。
最後はシャクルトンの従弟ウィリアム・ベルから4,000ポンドが入ったが、それでも全体の3万ポンドには届いていなかった。しかしニムロドを再艤装するだけの金はできた。船がオーストラリアに到着したあとも資金集めは続いた。オーストラリア政府から5,000ドルの寄付が寄せられ、ニュージーランド政府も1,000ドルを出した。これらに加えて少額の借金や寄付により、3万ポンドが集められたが、遠征が終わるまでに費用が嵩んでおり、シャクルトンの計算では総費用が45,000ポンドになっていた。
シャクルトンはこの遠征について執筆する本、および講演から多額の収入を得られると期待していた。また南極郵便局の消印を打った特別郵便切手の売り上げからの利益も期待していた。シャクルトンはニュージーランド政府から臨時郵便局長に指名されており、南極に郵便局を作る考えだった。これら計画のどれも予想通りの利益を生まなかった。郵便局はケープ・ロイズに設立され、遠征の郵便を発送する場所として使われはした。

### 人員

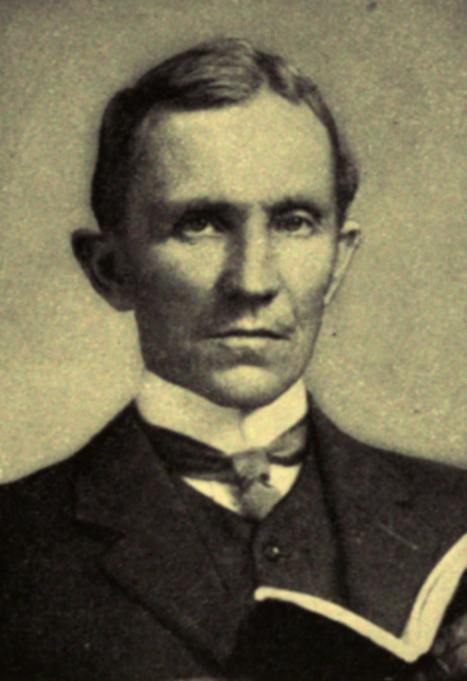
エッジワース・デイビッド教授、科学チームを率いた

シャクルトンはディスカバリー遠征の隊員から強い集団を募ることができると期待し、元の同僚であるエドワード・ウィルソンに主任科学者と副隊長を提案した。ウィルソンは農業省のライチョウの病気調査に関する委員会の仕事を理由に申し出を断った。他のディスカバリー遠征の仲間も、例えばマイケル・バーン、レジナルド・スケルトンからも辞退があり、さらにジョージ・マロックに至ってはディスカバリーの士官達が全てまだ公表されていないスコットの計画に加わるとスコットと約束していることまで暴露した。ディスカバリー遠征の仲間でなんとかシャクルトンの遠征に加わってくれたのはフランク・ワイルドとアーネスト・ジョイスの2人の下士官クラスの者達だった。シャクルトンは遠征隊ロンドン事務所の傍を通り過ぎたバスの2階に乗っていたジョイスを認めて、人を送ってジョイスを見つけ、連れて来させた。
シャクルトンの副隊長は、南極に着いてから明らかにされたが、イギリス海軍予備員大尉のジェイムソン・ボイド・アダムズであり、正規海軍士官になる機会を逃してシャクルトン隊に加わった。アダムズは遠征隊の気象学者としても行動することになっていた。ニムロドの船長は、もう一人の海軍予備員士官であるルパート・イングランドだった。後に南極海での船長として独自の名声を勝ち得ることになる、23歳のジョン・キングス・デイビスが最後の瞬間に一等航海士に指名された。商船隊士官であり、PアンドOラインのイニーアス・マッキントッシュは当初二等航海士だったが、後に陸上部隊に変えられ、二等航海士はA・E・ハーボードになった。陸上部隊には他にアリステア・マッケイとエリック・マーシャルの2人の外科医、モーターの専門家バーナード・デイ、地質学者助手を務めていた資金提供者のフィリップ・ブロックルハースト卿がいた。

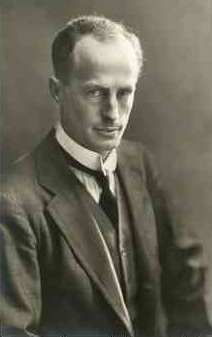
ダグラス・モーソン、科学者チームに後から加わった

イングランドを離れたときの小さな科学者チームには、41歳の生物学者ジェイムズ・マレイと21歳の地質学者で後にスコット極地探検研究所を設立したレイモンド・プリーストリーがいた。さらにオーストラリアで重要な二人が加わった。一人はシドニー大学地質学教授エッジワース・デイビッドであり、遠征隊の主任科学者士官になった。二人目がデイビッドの弟子だったダグラス・モーソンであり、アデレード大学で鉱物学講師をしていた。両人とも南極まで行き、直ぐにニムロドで戻ってくるつもりだったが、遠征隊の正式隊員になるよう説得された。デイビッドはオーストラリア政府からの5,000ポンドの助成金に影響力があった。
1907年8月に南極に向けて出発する前、ジョイスとワイルドは印刷術に関する短期講習を受けた。シャクルトンは南極にいる間に本あるいは雑誌を出版するつもりであった。

## スコットとの約束

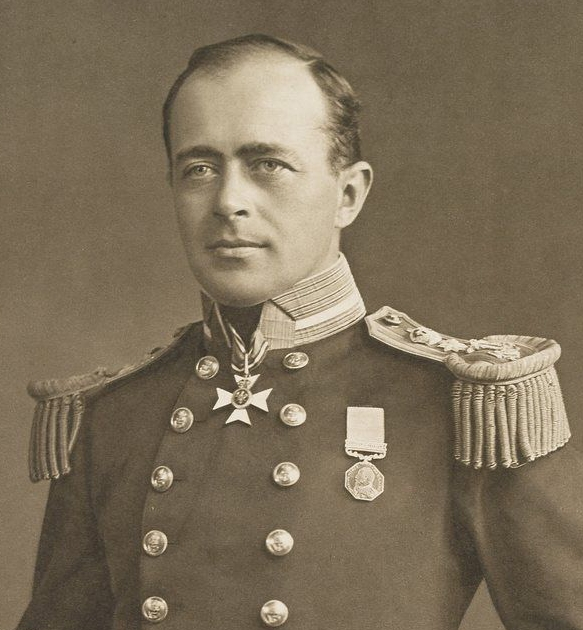
ロバート・ファルコン・スコット

1907年2月にシャクルトンが、ディスカバリー遠征の元本部を次の遠征基地にするつもりだと公表したとき、スコットはまだその時点で次の南極遠征計画公表していなかったが、それに注目した。スコットからシャクルトンに宛てた手紙で、マクマード・サウンドに対して優先権があると主張した。「私自身の行動現場にある種の権利があると感じている」と記し、さらに「探検に関わることになる者は、この地域を主として私の物と見なすことになる」と付け加えていた。スコットはシャクルトンに、以前の隊長に対する忠誠の義務を思い出させて、締め括っていた。
シャクルトンの最初の返事は当たり障りの無い「私はできる限り貴方の見解に従いたいと思う。自分で支えられない地位を創出することはしない。」というものだった。しかしエドワード・ウィルソンがシャクルトンから仲裁を求められたときに、ウィルソンはスコットよりも強硬な姿勢を採った。「貴方はマクマード・サウンドを使うべきではないと思う。」と記し、スコットが「どこまで自分の権利範囲にある」と決めるまで、ロス海の全体でどこからも行動する計画を作らない方がよいとシャクルトンに忠告した。これに対してシャクルトンは「彼の権利が基地の所で終わるということに私には疑念が無い。私の限界に達しそれ以上進むことは考えていない」と回答した。
この事態は1907年5月にスコットが海軍任務から戻って来たときも未解決だった。スコットは西経170度線を境界とし、それより西のロス島、マクマード・サウンド、ビクトリアランドなどを含む全てをスコットの保留地とする考えだった。シャクルトンは他にも関心事があったので、ここは譲るしかないと考えた。5月17日、「私はマクマードの基地を貴方のために残し」、そこよりも東、ディスカバリー遠征の間に短期間訪れたバリア入り江か、エドワード7世半島のどちらかで上陸点を探すつもりであるという宣言書に署名した。ビクトリアランドの海岸に行くつもりは全くなかった。それはスコットとウィルソンに対する降伏であり、ビクトリアランドにあると見られる南磁極に到達するという遠征目標を放棄することを意味していた。極地の歴史家ボー・リッフェンバーグはこれが、「倫理的に要求されず、渡されるべきではない約束であり、シャクルトンの遠征隊全体の安全性にも影響するものだった」と考えている。この議論は二人の関係を気まずくさせ（それでも公的な礼節は保っていた）、以前は親密だったウィルソンとシャクルトンの関係を完全に崩壊させることになった。
シャクルトンはその遠征に関する自身の証言の中で、スコットとの論争には触れていない。単に「我々が最終的にイングランドを離れたときまでに、できるならばマクマード・サウンドの代わりにエドワード7世半島に自分の基地を作りたいと決めていた。

## 遠征

### 南への旅
国王エドワード7世と王妃アレクサンドラ・オブ・デンマークに拝謁した後、ニムロドは1907年8月11日に出帆した。シャクルトンは遠征の手配で後に残り、他の遠征隊員と共に快速船でニムロドを追うことになった。隊員が揃ったのはニュージーランドであり、1908年元日に南極へ向けて出港する用意ができた。燃料を節約する手段として、ニュージーランド政府に頼み、ニムロドを南極線まで曳航して貰った。距離にして約1,400海里 (2,600 km; 1,600 マイル) あり、曳航費用をユニオン蒸気船会社と政府で折半した。1月14日、最初の氷山が見られたときに、引き綱が切られた。ニムロドはそれ自体の動力で浮いている海氷の中を南に進み、6年前にディスカバリーが停泊したバリア入り江に進んだ。そこはスコットとシャクルトンが気球による飛行実験を行ったところだった。
バリア（後にロス棚氷と呼ばれた）は1月23日に視認されたが、入り江は消えていた。バリアの縁は時が移った間にかなり変わっていた。入り江を含んでいた所は壊れてかなりの湾を形成しており、数多くの鯨が見られたので、シャクルトンはそこをクジラ湾と名付けた。シャクルトンは氷が海に分離するかもしれないバリアの表面で冬季宿営するリスクについて準備はしていなかったので、船をエドワード7世半島の方へ転じた。この海岸に何度か寄せようとして失敗した後、急速に動く氷が船を閉じ込める恐れもあったので、ニムロドは後退を強いられた。このときシャクルトンが持っていた唯一の選択肢は、遠征の目標を放棄することを除けば、スコットとの約束を破ることだった。1月25日、マクマード・サウンドに向かうことを命じた。

### ケープ・ロイズ

#### 基地の設立

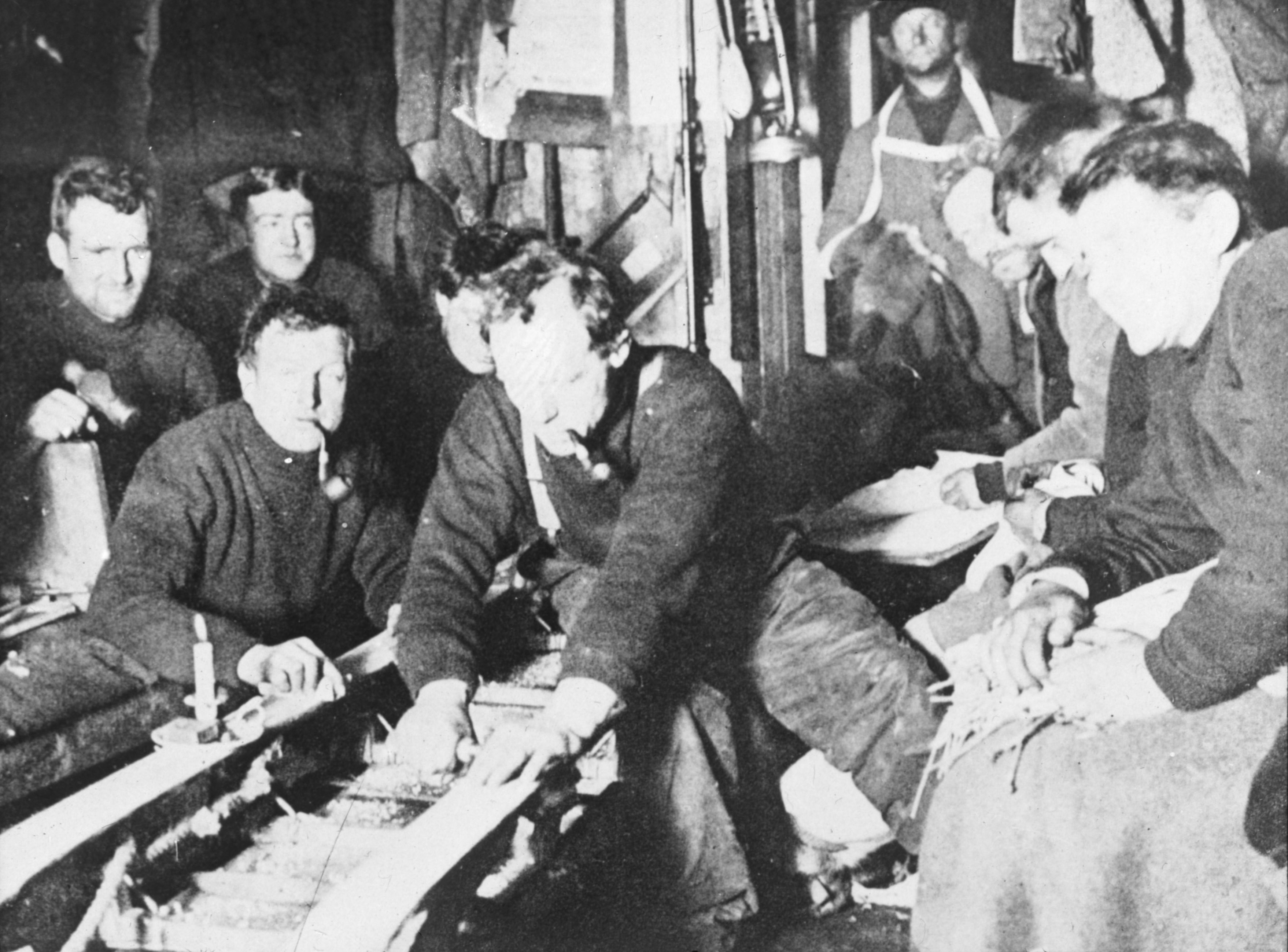
ケープ・ロイズ小屋の中、1908年冬。シャクルトン（後左）、アダムズ（曲がったパイプを喫っている）、ワイルド（橇を見ている）、ジョイス（前右端）。婦人のコルセットを宣伝するポスターが壁に貼られている

1908年1月29日にマクマード・サウンドに到着すると、ディスカバリーのハットポイント基地までは凍った海に阻まれて南に進めなかった。シャクルトンは氷が割れるのを期待して数日間待つことにした。こうした遅れの間に、二等航海士のイニーアス・マッキントッシュが事故で右目を失うことになった。マーシャルとマッケイが緊急手術を行った後、陸上部隊を諦め、ニムロドでニュージーランドまで送り返されるしかなくなった。マッキントッシュは次の探検シーズンに船と共に戻ってこられるだけ快復した。
2月3日、シャクルトンは氷が変わるのを待たないことにし、その作戦本部を最も近く上陸が可能な場所ケープ・ロイズに造ることにした。その夜、船は停泊し、遠征隊のプレハブ小屋を建てるために適した場所が選定された。その場所はハットポイントとの間に海で20海里 (37 km; 23 マイル) 隔てており、南に行く陸のルートは無かった。シャクルトンは「南に進む出発点にかなり近い場所で冬季宿営できる幸運」を思った。しかし、個人的には翌春に旅を始める時に氷を渡れるだけ海が凍ってくれるかが心配だった。
翌日は機材や物資を陸揚げするために費やされた。この作業は悪天候に悩まされ、またイングランド船長が上陸点の氷の状態は彼の見解で安全であるかを見極めるために、湾内で船を何度も動かしたので遅れた。その後の2週間はこれの繰り返しであり、シャクルトンと船長の間に鋭い意見の食い違いが生まれた。ある時点でシャクルトンがイングランドに、病気であることを根拠に休養を求めたが、イングランドが拒否した。荷卸しの仕事は、リッフェンバーグの表現では、「心をマヒさせるような困難さ」だったが、2月22日にやっと完了した。ここでニムロドが北に戻ることになった。イングランドは、機関士のハリー・ダンロップがシャクルトンからニュージーランドの遠征隊代理人に宛てた手紙を託されていることを知らなかった。それには翌年戻ってくるときに船長を交代させることを依頼してあった。この件は陸上部隊の間では公然の秘密であり、マーシャルはその日誌に「（イングランドを）見るのが最後で嬉しい。・・・全てが国の名前に不名誉を与えている!」と記していた。

#### エレバス山登頂

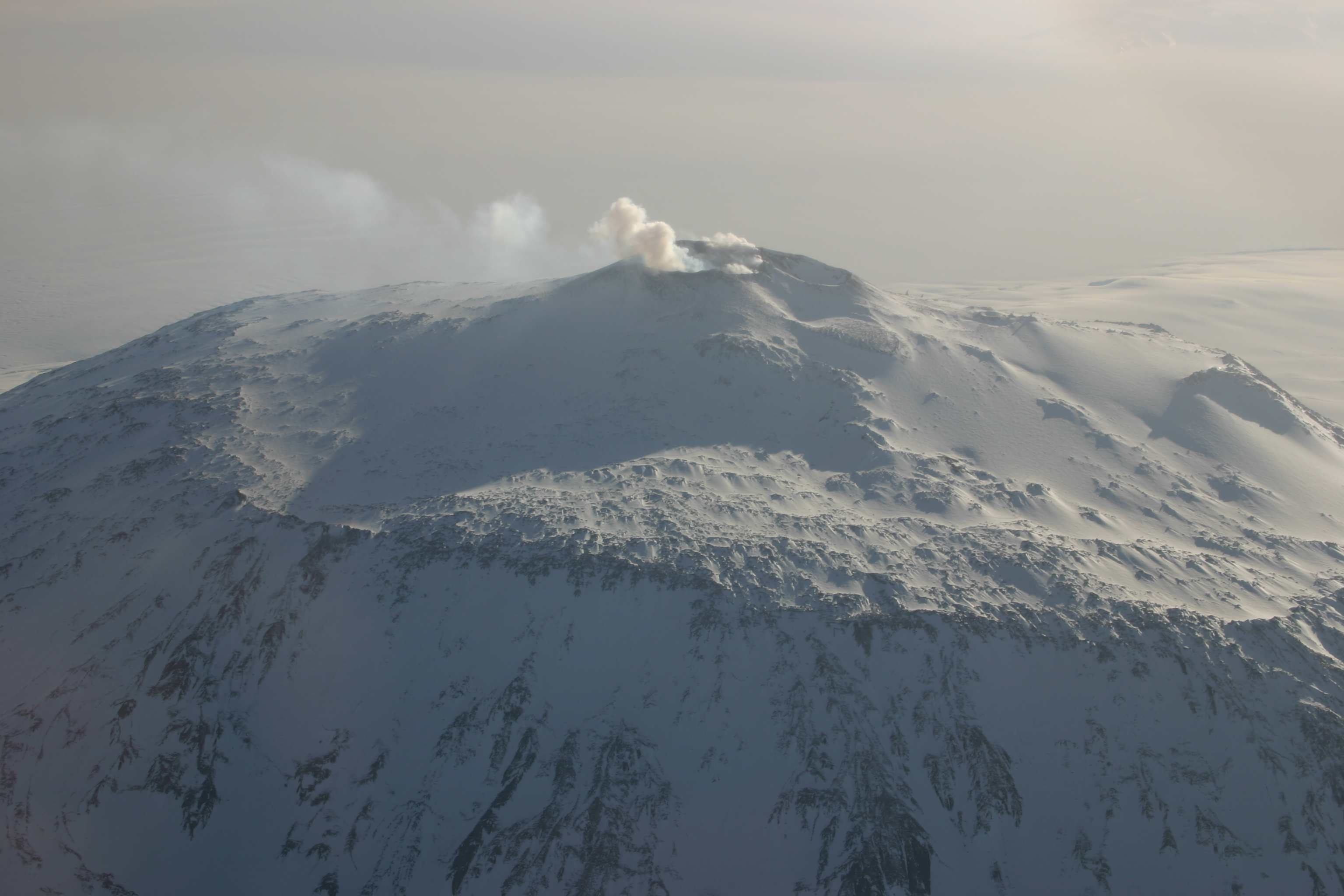
エレバス山

ニムロドが出発した後、海氷が割れて、隊がバリアに行くルートがなくなり、橇の準備や、補給所の設置が不可能になった。シャクルトンは隊に元気を与えるために即刻エレバス山に登る命令を出すことにした。
この山は標高12,450フィート (3,790 m) あり、まだ登頂されたことは無かった。ディスカバリー遠征のときに1つの隊（フランク・ワイルドやアーネスト・ジョイスが入っていた）が1904年に麓を探索したが、3,000フィート (910 m) 以上には登らなかった。ワイルドもジョイスもニムロド遠征でエレバス隊に入らなかった。登山隊はエッジワース・デイビッド、ダグラス・モーソン、アリステア・マッケイであり、マーシャル、アダムズ、ブロックルハーストが支援隊となり、3月5日に出発した。
3月7日、2つのグループが5,500フィート (1,700 m) で合流して、全員で頂上へ向かった。翌日はブリザードのために行く手を阻まれたが、3月9日早朝に登山が再開された。その日遅く、低い主火口の頂上に達した。この時までにブロックルハーストの足が凍傷に掛かっており歩けなかったのでキャンプに残され、他の者が活火口に進み、4時間後に到達した。気象実験を幾つか行い、岩石のサンプルを多く採取した。その後は主に連続した雪の斜面を滑り降りて、急いで下山した。3月11日、エリク・マーシャルに拠れば、隊は「死んだような状態で」ケープ・ロイズの小屋に到着した。

#### 1908年冬
遠征隊の小屋はプレファブ造りで、大きさは33フィート (10 m) x 19フィート (5.8 m)、2月の末には住めるようになった。主に2人用の個室が連なり、キッチン、暗室、倉庫と実験スペースがあった。ポニーは小屋の最も覆いの深い側に造られた馬房に入れられ、犬小屋は玄関の近くに置かれた。シャクルトンの包括的なリーダーシップのスタイルはスコットのものと対照的であり、すなわち甲板の上下の境目が無く、全ての者が共に生活し、共に働き、共に食事した。士気は高く、地質学者助手のフィリップ・ブロックルハーストが記録しているように、シャクルトンは「遠征隊の隊員それぞれを価値あるものとして扱う能力があった」
冬の闇に閉ざされた数か月間、ジョイスとワイルドが遠征隊の本『オーロラ・オーストラリス』を30部印刷し、梱包材を使って製本された。しかし冬の間の最も重要な仕事は次のシーズンの主要な旅に備えることであり、南極点と南磁極の双方を目指すことになった。シャクルトンは基地をマクマード・サウンドに置くことで、南磁極も再度目標に据え直していた。シャクルトン自身は南極点行きを率いることにした。しかし冬の間にポニーの4頭が死に、厳しい挫折を味わった。ポニーは塩分を含む火山性の砂を食べたのが主な死因だった。

### 南極点行き

#### 往路の行程
シャクルトンが南極点行きに選んだ4人のチームは、残っていたポニーの数で決められた。ディスカバリー遠征の時に経験したことに影響され、長い極点を目指す旅では犬よりもポニーに信頼を置いていた。モーターは平らな氷ならば良かったが、バリアの表面には適さず、南極点行には使われなかった。南極点行きに同行するメンバーとして選んだのは、マーシャル、アダムズ、ワイルドだった。ワイルドと同じくらい南極の経験があるジョイスは、マーシャルの医学検査でその適応性に疑問が呈されたために、この隊から外された。
南行きは1908年10月29日に始まった。シャクルトンは南極点まで往復1,494海里 (2,767 km; 1,719 マイル) と計算していた。当初の計画では、往復で91日間、1日平均約16海里 (30 km; 18 マイル) 進むことになっていた。気象条件やポニーの跛行のために始まりは緩りだったので、シャクルトンは1日分の食料割り当てを減らし、110日掛かってもよいようにした。このことで1日の行程は13.5海里 (25 km, 15.5マイル) に短縮された。11月9日から21日の間は進度が良かったが、ポニーが困難なバリアの表面に苦しみ、南緯81度に達した時に4頭のうちの1頭を殺すしかなくなった。11月26日最南端の新記録ができた。1902年12月にスコット隊が達した南緯82度17分を越えた。シャクルトンの隊は29日でここまで達しており、スコット隊の59日に比べて大幅に短縮できていた。これは前の旅で出会った表面の問題を避けるために、かなり東寄りの経路を採ったことが大きかった。
隊が未踏の領域に入っていくと、バリアの表面が次第に困難で苦しいものになっていった。さらに2頭のポニーが倒れた。西にある山地が回って来て、南に向かう道を塞いでおり、隊の注意は前方の空にある「輝くかすかな光」に捉われた。この現象の理由は12月3日に明らかになった。山の連なりの麓丘陵部に登った後、彼らが見たものをシャクルトンの表現に拠れば、「南にむかう開けた道路、偉大な氷河、ほぼ南北に2つの山地の間を走っている」この氷河表面の反射が、その前に空に観測された巨大なアイスブリンク（氷のきらめき）だった。

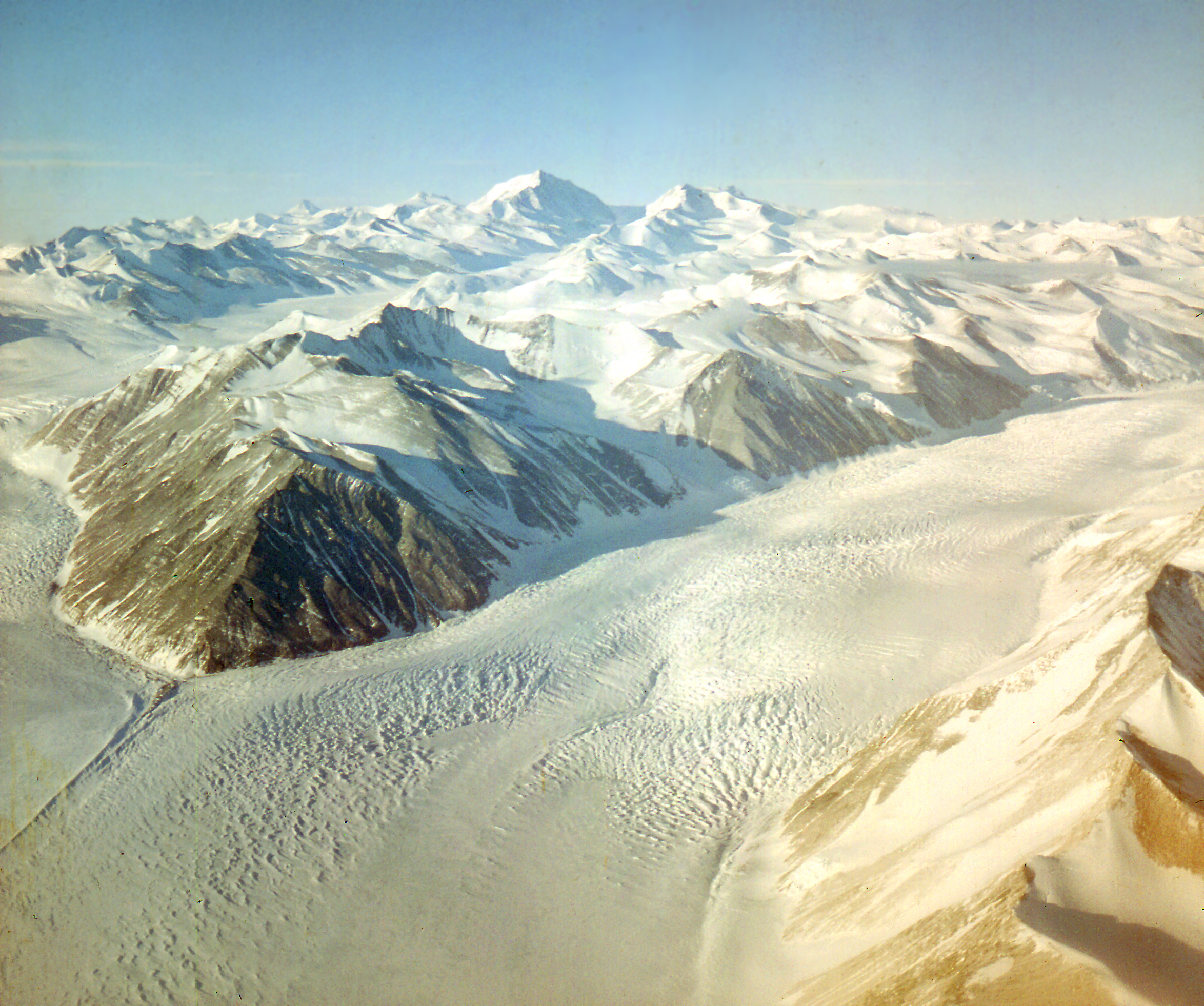
ベアドモア氷河、1908年12月3日にシャクルトンの南行隊が発見した

シャクルトンはこの氷河に、遠征隊最大の出資者から「ベアドモア氷河」と名付けた。氷河表面の旅は試練であることが分かった。特に残っていたポニーのソックスはしっかりした足場の確保に苦労した。12月7日、ソックスが深いクレバスに滑落し、あやうくワイルドまで引きずり込むところだった。幸いにもポニーのハーネスが取れて物資を積んだ橇が表面に残った。しかし、その後の南行きと帰りの旅は人が曳く橇に頼るしかなくなった。
旅が続く間に人の確執が現れるようになった。ワイルドはマーシャルが「深さ約千フィートのクレバスに落ちればよかったのに」と願望を個人的に表明した。マーシャルは極点が「年取った婦人に従っているようだ。常にパニックを起こしている」とシャクルトンに書いていた。しかし、クリスマスの日はクレームドマントと葉巻で祝われた。このとき南緯85度51分、極点までまだ249海里 (461 km; 287 マイル) あった。かろうじて1か月分の食料を運んでおり、復路のために補給所に残りを保管していた。残っていた食料では極点まで行って帰ることが出来なかった。しかし、シャクルトンはまだ南極点到達が難しいことを受け入れる用意が出来ておらず、食料を切り詰め、最も必要な装備以外は残して先に進むことにした。
ボクシング・デー（12月26日）、氷河登りが遂に完遂され、極点台地上の歩行が始まった。しかし、状態は容易でなく、シャクルトンは12月31日に「これまでで最も厳しい日」を記録した。翌日、南緯87度6.5分に達しており、北極と南極を合わせて高緯度の記録を打ち立てた。その日にワイルドは「我々の隊に、ある2人の役立たず乞食（マーシャルとアダムズ）の代わりにジョイスとマーストンがいさえすれば、容易に南極点に立てただろうに」と記していた。1909年1月4日、シャクルトンは遂に敗北を認め、その目標を極点から100地理マイル (185 km) 以内という象徴的な数字に変えた。隊は生きるか死ぬかの境目にあって苦闘し、1月9日、橇もその他の装備もなしに最後のダッシュを行って南行きが終わった。シャクルトンは「我々は力を使い果たした」と記し、「到達点は南緯88度23分」と続けた。南極点から97.5地理マイル (180.6 km) の最南端だった。そこにイギリス国旗が立てられ、シャクルトンが極点台地にエドワード7世の名を付けた。

#### 復路

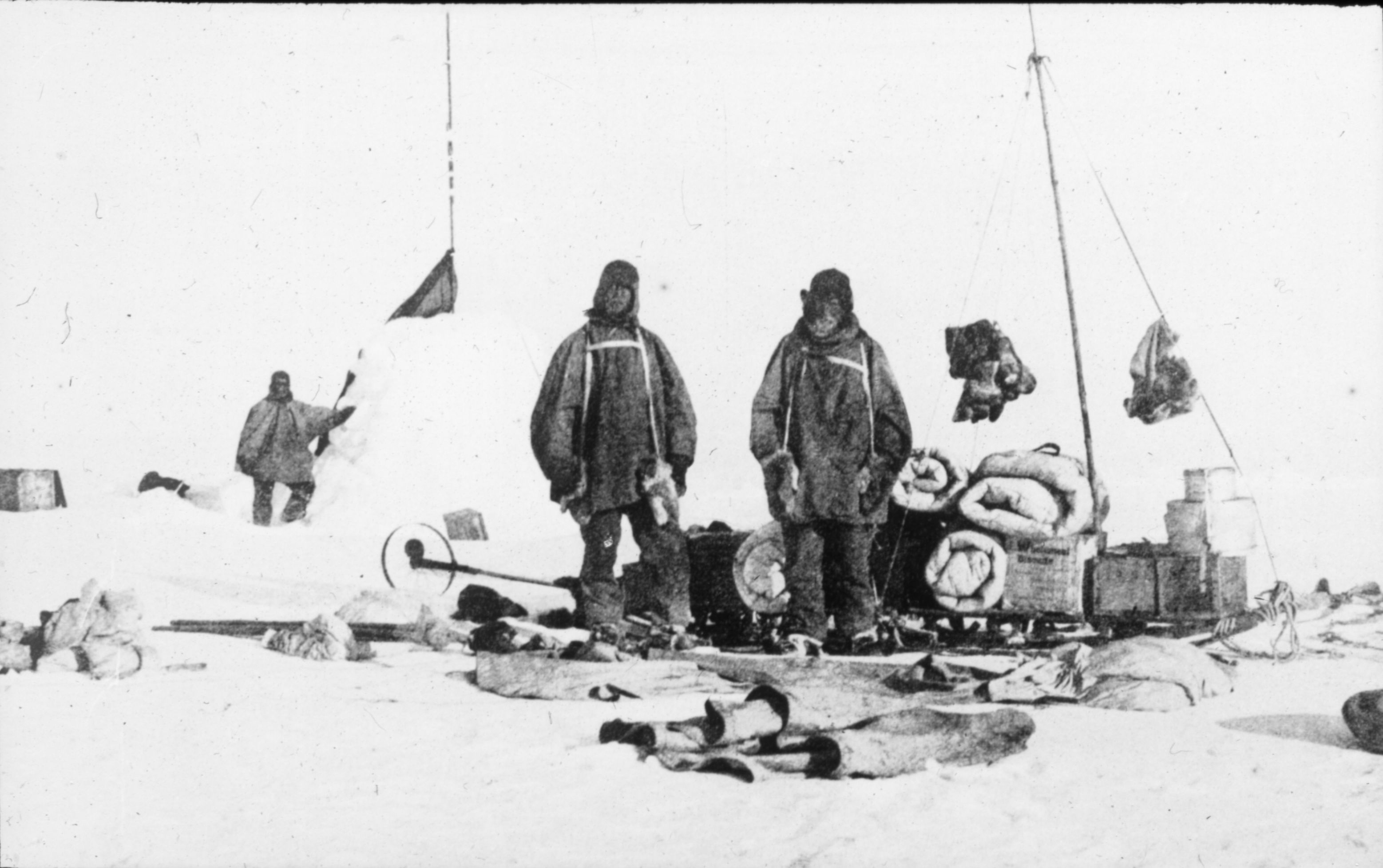
復路で隊がグレートアイスバリアの補給所に達したところ

隊は南行きに出発してから73日後に向きを変えた。当初の予定である110日からさらに伸ばすために、食料は何度か削減された。このときシャクルトンはハットポイントに50日以内に到着する目標を立てた。以前にニムロドに迎えに来て貰う命令では、少なくとも3月1日に南極を発つ必要があった。隊員4人は肉体的に多かれ少なかれ疲労していたが、復路では驚異的に距離をこなし、1月19日には氷河の頭に達していた。氷河を降り始めたときは5日半分の食料を持っているだけであり、それで氷河の底まで達する必要があった。往路の登りでは12日掛かっていた。このころシャクルトンの体調が大きな問題であり、アダムズに拠れば、「彼は体調が悪いと感じるほどに、橇を頑張って曳いた」と記していた。
補給所には1月28日に到達した。赤痢に罹っていたワイルドは、橇を曳くこともビスケット以外食べることもできなかった。ビスケットも残り少なくなっていた。1月31日、シャクルトンが自分のビスケットをワイルドに食べさせ、その行為にワイルドは、「神よ、私は忘れることがないだろう。数千ポンドがあってもあのビスケット1つを買えないだろう」と記した。その数日後、腐ったポニーの肉を食べた結果として、隊の他の者も重い腸炎に罹った。それでも進行速度を保たれなければならなかった。補給所間で少量の食料しか運んだいなかったためいかなる遅れも致命的なものとなる。幸いにも背後から強風が吹いて、橇に帆を張ることができ、良好な進行速度を保つことができた。

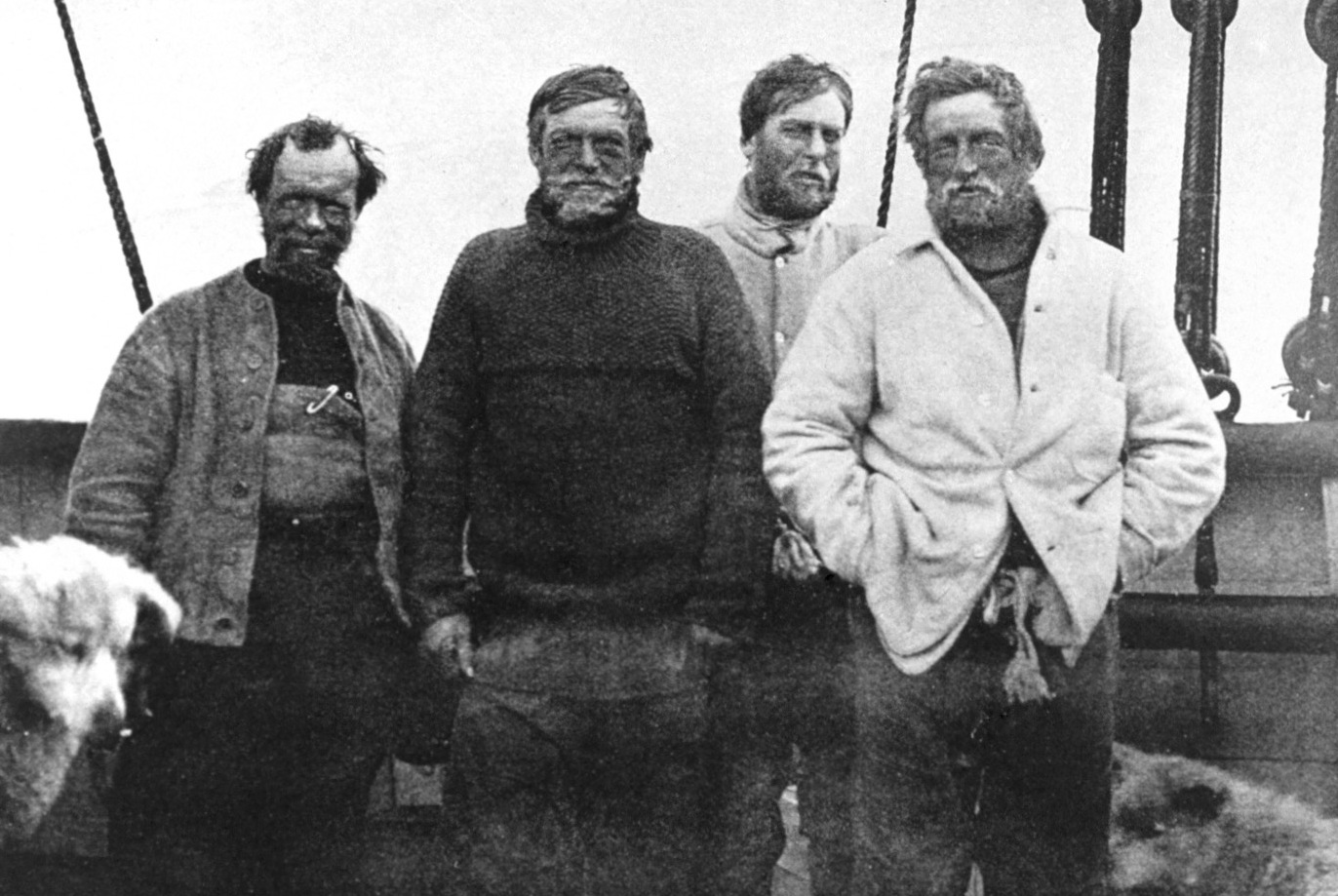
左からワイルド、シャクルトン、マーシャル、アダムズ。南行きの後、ニムロド船上で

シャクルトンは「我々は大層痩せていたので、堅い雪の上では骨が痛んだ」と記していた。2月18日からは見慣れた目印を見るようになり、23日にはブラフ補給所に到着した。そこで彼らを喜ばせたのは、アーネスト・ジョイスが豊富に物資を再補給していたことだった。通常の補給物資以外にあったご馳走は、シャクルトンがリストアップしたところで、カールスバート・プラム、卵、ケーキ、プラム・プディング、ジンジャーブレッド、砂糖漬けにした果物があった。ワイルドの簡潔なコメント「良きかな、老いぼれジョイス」だった。
彼らの食料の心配は解決したが、3月1日という最終期限までにハットポイントまで戻る行程が残っていた。最後の行程はブリザードに妨げられ、24時間閉じ込められた。2月27日、安全圏までまだ33海里(61 km; 38 マイル) 残っていたときに、マーシャルが倒れた。ここでシャクルトンは、船の発見に望みをかけ自分とワイルドがハットポイントまでダッシュし、他の2人を救出するまで停泊させることを決断した。2人は2月28日遅くに小屋に到達した。船が近くにいることを期待し、磁気観測に使う小さな木製の小屋に火を点けて船の注意を惹こうとした。それから間もなく、氷河舌近くに停泊していたニムロドが視界に入って来た。ワイルドは後に「人の目に見えたことも無いような幸せな光景」と記した。アダムズとマーシャルをバリアから救出するのにさらに3日間かかり、3月4日に全員が乗船し、シャクルトンが全速前進で北に向かうことを命じることができるようになった。

### 北側の隊
シャクルトンは南行きの準備をする間に、エッジワース・デイビッドに北側隊をビクトリアランドへ率いて磁気と地質の調査を行うよう指示を与えていた。この隊は南磁極に到達することをめざし、ドライバレー地域で地質調査を行うことになっていた。デイビッド隊はデイビッドの他にダグラス・モーソンとアリステア・マッケイで構成された。人が橇を曳く隊であり、犬は基地に残されて、補給所造りなど他の定常作業に使われた。この隊は南磁極にユニオンジャックを立てることと、ビクトリアランドの土を大英帝国に持ち帰るという命令を受けていた。数日間準備を行い、隊は1908年10月5日に出発し、最初の数マイルはモーターを使って物資を運んだ。

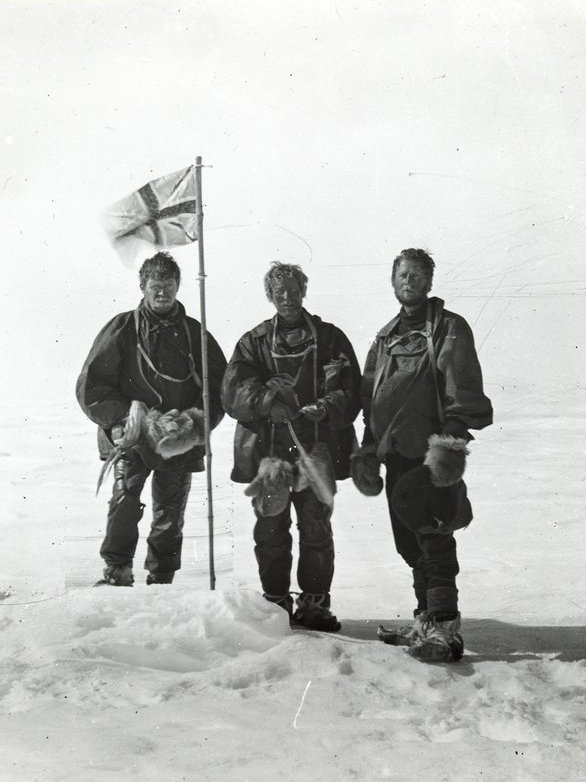
左からマッケイ、エッジワース・デイビッド、モーソン、1909年1月17日、南磁極で

海氷の状態や悪天候のために当初の進行は大変鈍かった。10月末までにマクマード・サウンドを横切り、険しいビクトリアランド海岸を60マイル (100 km) 登り、その時点ですべての努力を南磁極到達に向けることに決めた。ノルデンショルド氷舌と危険なドリガルスキー氷河を横切った後、海岸を離れて北西に転じ、南磁極の想定された点に向かうことができた。この時までにデイビッドは危うくクレバスに落ちそうになったことがあったが、モーソンに救われた。
この隊の内陸台地に登る道は迷路のような氷河（後に王立地理学会の主要地図作成者にちなんでリーブス氷河と名付けられた）を通り、12月27日は固い雪面に着いた。このことでより早く移動できるようになり、1日約10海里 (19 km; 12 マイル) をこなし、定期的な磁気の観測も行えた。1月16日、これら観測結果が南磁極から13海里 (24 km; 15 マイル) に来ていることを示していた。翌1月17日、その目的地に達し、座標南緯72度15分、東経155度16分、標高7,260フィート (2,210 m) に国旗の柱を固定した。控えめな儀式の中で、デイビッドは正式に大英帝国によるこの地域の領有を宣言した。
隊は疲れ、食料も足りなくなっており、ニムロドと海岸で落ち合う場所まで250海里の (460 km; 290 マイル) 帰り道に、15日しか余裕が無かった。肉体的衰弱が募る中で、日々の行程を確保し1月31日には、約束の地点まで16海里 (30 km; 18 マイル) まできていた。その後悪天候のために進行が遅れ、予定地に達したのは2月2日になっていた。その夜、激しい地吹雪の中でニムロドが彼らの横を通り過ぎたが、そのキャンプ地が分からなかった。しかし、その2日後、ニムロドが再度南に戻って来て、この隊を船上から認め、それから急遽救い出すことができたが、その急いでいる間にモーソンが深さ18フィート (5.5 m) のクレバスに落ちることもあった。この隊は4か月間旅しており、その間、ケープ・ロイズを出発した時のままの服を着ていた。「その臭いは圧倒されるほどだった」という報告もあった。この救援の前にニムロドはプリーストリー、ブロックルハースト、バートラム・アーミテージで構成される地質調査隊を拾い上げていた。この隊はフェラー氷河地域の地質を調査していた。

## 遠征の後

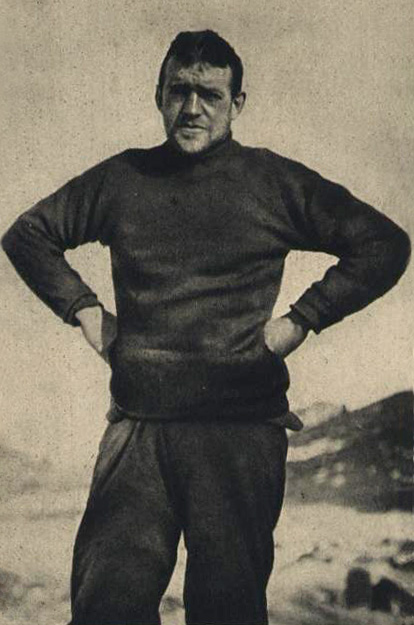
アーネスト・シャクルトン卿、「ナンセンが北にいるなら、シャクルトンが南にいる」—ロアール・アムンセンの言葉

1909年3月23日、シャクルトンはニュージーランドで上陸し、2,500語の報告書をロンドンの「デイリー・メール」に電報で送った。同紙は独占契約を持っていた。フリチョフ・ナンセンやロアール・アムンセンなど探検家世界からシャクルトンが受けた万雷の拍手と物惜しみしない称賛の中で、王立地理学会の反応は用心深いものだった。その元会長であるクレメンツ・マーカム卿は個人的にシャクルトンの言う最南端を信じないと表明した。しかし6月14日、シャクルトンはロンドンのチャリング・クロス駅で大変な群衆に出逢い、その中には学会長のレナード・ダーウィンとやや躊躇気味のスコット大佐がいた。
最南端であるとの主張について、その精度を疑う理由は、1月3日以後の位置情報の計算が推測航法に基づいていたことだった。すなわち、経路、速度と所要時間が計算に使われたデータだった。1月3日に最後の観測地点は南緯87度22分と計算された。シャクルトンの距離表はその後の3日間で40海里 (74 km; 46 mi) 進んだことになっており、1月6日に推計南緯88度7分に達していた。その後の2日間はブリザードで動けなかった。1909年1月9日、表は最後のキャンプ地から16海里 (30 km; 18 mi) 進んで、最南端に達し、その後同じ距離をキャンプまで戻った。1日で進んだこの距離が旅の他の段階に比べて長すぎていた。シャクルトンは、その日がダッシュだったと説明した。「半分走り、半分歩いた」のであり、橇や他の装備の重さが無かった。隊の4人全員それぞれが、達成した緯度に関する信念を確認しており、その言葉が疑われるような原因を発した者はいなかった。
シャクルトンは、国王からロイヤル・ヴィクトリア勲章（CVO）を授与され、後にナイトにも叙勲された。王立地理学会はシャクルトンに金メダルを与えたが、「我々はこのメダルをそれほど大きく作らせなかったのは、スコット大佐に贈るためだった」という但し書きが公式に記録された。公衆の目にシャクルトンは英雄だったが、シャクルトンが期待した富は実現されなかった。嵩んだ遠征費用と債務保証への対応は、遅ればせながら政府が2万ポンドの助成金を出してくれたので、財政的窮状に陥らずに済んだだけだった。
ニムロド探検隊の最南端記録は3年間しか持たなかった。1911年12月15日にアムンセンが南極点に到達した。シャクルトンはその記録破りの功績に対してアムンセンから「ナンセンが北にいるなら、シャクルトンが南にいる」という過度の称賛の言葉を貰っていた。その後シャクルトンの大望は南極大陸横断に固定され、1914年から1917年の帝国南極横断探検隊で試みられたが、失敗に終わった。しかし、南極探検英雄時代の中心人物という位置づけは確固たるものになった。ニムロド遠征の他の隊員もその後の年代で名声と地位を得た。エッジワース・デイビッド、アダムズ、モーソン、プリーストリーは皆、ナイトに叙せられ、モーソンとプリーストリーはその後も南極遠征を続けたが、誰もシャクルトンと行動を共にはしなかった。モーソンは1911年から1913年のオーストラリア南極遠征隊を率いた、プリーストリーはテラノバ遠征の科学者チームに加わった。フランク・ワイルドは帝国南極横断探検隊でボスの副隊長となり、短期間のクエスト遠征では、1922年にサウスジョージアでシャクルトンが死んだ後に指揮を引き継いだ。ニムロドは南極から戻って10年後、1919年1月31日に、ノーフォーク沖バーバー・サンズで座礁し、北海で粉々に破壊された。乗組員12人のうち2人のみが救出された。
1909年に南極に残されたウィスキーとブランデーのほとんど損傷を受けていないケース数個が2010年に発見され、分析のために醸造会社に送られた。特定ブランドのビンテージもの復刻版がニュージーランド南極文化遺産トラストのために売りに出された。

## 原註
1. ↑   遠征隊の証言の大半では法廷マイルでの換算値を示さずに「97マイル」としている。極点まで100マイル以内であることが何を措いても重要と見なされた。 See Huntford, p. 269.
2. ↑   シャクルトンはスコットとエドワード・ウィルソンの3人で1902年から1903年の南行き隊に加わった。このとき、南緯82度17分の最南端記録を打ち立てた。帰りの行程では3人とも疲労困憊し、おそらく初期の壊血病を患っていたが、シャクルトンが中でも症状が重かった。 See Preston, pp. 65–66.
3. ↑  1901年から1904年のディスカバリー遠征でスコットが使った登録総トン数736トンの新造船ディスカバリーと比べて半分にも満たなかった。See Paine, p. 102 and Lloyd's Register 1934–35.
4. ↑  最終的にはイギリス政府の助成金2万ポンドを利用し、シャクルトンの保証人に返済した。負債の幾らかは返済を免除された可能性が強い See Huntford, pp. 314–315.
5. ↑   南極郵便局は1904年にサウス・オークニー諸島の、ウィリアム・スペアズ・ブルースのスコットランド国営南極遠征隊が設定したオルカダス気象観測所に設立されていた。Speak, p. 92.
6. ↑   3年後にアムンセンが南極点に達した時、同じ台地をノルウェー国王のハーコンから名付けた。 (Amundsen, Vol. II, p. 122.) 現在の地図にはどちらの名前も載っていない
7. ↑   西部山脈の雪が無いドライバレーは、1903年にスコットの西部行きで発見されたが、まだ測量は行われていなかった。 See Crane, p. 270.

### オンラインソース
- “Purchasing Power of British Pounds from 1264 to Present”.   MeasuringWorth. 2011年10月12日閲覧。
- “Explorers' century-old whisky found in Antarctic”. USA Today. (2010年2月5日) 2011年10月14日閲覧。
- Katz, Gregory (2011年1月18日). “Explorer's century-old scotch returns from Antarctica”. Toronto Star. Associated Press 2011年10月14日閲覧。
- “Whisky buried by Ernest Shackleton expedition recreated”.   BBC News (2011年4月4日). 2012年2月4日閲覧。